# Arisaema pallidum
Arisaema pallidum är en kallaväxtart som beskrevs av Adolf Engler. Arisaema pallidum ingår i släktet Arisaema och familjen kallaväxter. Inga underarter finns listade.